# Squirrel Boy
Squirrel Boy (conocida en España como Andy y Rodney y en Hispanoamérica como Niño ardilla) es una serie animada estadounidense producida por Cartoon Network Studios y transmitida por Cartoon Network. La serie se estrenó al aire a las 7:00 p. m. ET/PT tiempo el 29 de mayo de 2006 en Cartoon Network en los Estados Unidos.
Fue estrenada el 29 de mayo de 2006 en Cartoon Network en los Estados Unidos.

## Tema central
La serie trata sobre las aventuras de un niño llamado Andy y su mascota, Rodney, una ardilla doméstica que habla muy bien el idioma humano y que puede realizar acciones de humano. A diferencia de Andy, Rodney siempre tiene un plan que muchas veces fracasa por no conocer los riesgos; Andy prefiere ser cuidadoso. Aunque si los dos tienen un objetivo en común hacen lo que sea por lograrlo.

## Episodios
| Temporada | Temporada | Episodios         | Tiempo original      | Tiempo original          |
| Temporada | Temporada | Episodios         | Primer capítulo      | Último capítulo          |
| --------- | --------- | ----------------- | -------------------- | ------------------------ |
|           | Piloto    | 1                 | Indefinido           | Indefinido               |
|           | 1         | 13 (26 segmentos) | 29 de mayo de 2006   | 17 de noviembre de 2006  |
|           | 2         | 13 (26 segmentos) | 2 de febrero de 2007 | 27 de septiembre de 2007 |
|           | Cortos    | 6                 | 11 de enero de 2008  | 10 de abril de 2008      |

## Reparto
| Personaje         | Actor original (EE. UU.)     | Actor de doblaje (Latinoamérica) |
| ----------------- | ---------------------------- | -------------------------------- |
| Andy Johnson      | Pamela Adlon                 | Gonzalo Fumero                   |
| Rodney J. Ardilla | Richard Steven Horvitz       | Rolman Bastidas                  |
| Bob Johnson       | Kurtwood Smith               | Juan Guzmán                      |
| Lucille Johnson   | Nancy Sullivan               | Valeria Castillo                 |
| Kyle Finster      | Billy West                   | Eder La Barrera                  |
| Oscar             | Jason Spisak                 | Johnny Torres                    |
| Pico Mike         | Carlos Alazraqui             | Luis Pérez Pons                  |
| Martha Melissa    | Eliza Schneider Janie Haddad | Maythe Guedes                    |
| Leonopolis "Leon" | Tom Kenny                    | José Méndez                      |
| Darlene           | Monica Lee Gradischek        | Yensi Rivero                     |
| Eddie             | Ben Diskin                   | Luis Miguel Pérez                |